# Трифилије Никозијски
Свети Трифилије је хришћански светитељ. Био је епископ Леквусије (Никозија) Кипарскеје и ученик светог Спиридона, а потом и његов саслужитељ на острву Кипарском. Трифилије је био човек милостив, чист мислима, девствен целога живота и велики испосник. Добро је управљао црквом. Преминуо је природном смрћу 370. године.
Српска православна црква слави га 13. јуна по црквеном, а 26. јуна по грегоријанском календару.